# A Spectre is Haunting Europe
Spectre Is Haunting Europe es un grupo progresivo de deathrock y rock gótico procedente de Vancouver, Canadá.

## Historia
A Spectre Is Haunting Europe se formó en 2002, durante el punto máximo del "renacimiento post-punk" de Vancouver y fueron conocidos inicialmente como Decora. La actividad de la banda fue intermitente durante los primeros dos años, debidos a cambios en la alineación de la banda y a que varios miembros también eran parte de la agrupación electropunk aLUnARED
No fue hasta 2004 que la banda se identificó como parte del deathrock con matices políticos, y subsecuentemente cambiaron su nombre a A Spectre Is Haunting Europe. Su primer álbum, Astonishing Tales of the Sea, fue lanzado ese año. Luego de cambiar varias veces de bateristas, la banda expandió su material en diversas direcciones a la vez, culminando con una aparición en el Drop Dead Festival en Nueva York. A inicios del 2006, el antiguo miembro de Skinny Puppy Phil Western se unió a la banda como baterista.
Con su álbum de 2006, Flames, la banda expandió su audiencia para incluir una audiencia más general de Indie. Sus grabaciones han sido criticadas extensivamente por distintas publicaciones.
En 2008, la banda lanzó su tercer álbum, Embers.

## Discografía

### Álbumes
- Astonishing Tales of the Sea (Simulacre) – 2004
- Flames (Simulacre) – 2006
- Embers (Simulacre) - 2008

### Sencillos
- "Servers/Stop" (sencillo dividido de 12" con Entertainme.nt) (Simulacre/aDistant) – 2006

### Recopilaciones
- "New Dark Age 4" (Strobelight Records) – 2006
- "Smoke and Spotlight" (X-Pop Society) – 2006